# Mattia Preti
Mattia Preti (Taverna, Calábria, 1613 — Valeta, Malta, 1669), foi um pintor italiano de afrescos do Barroco. Era conhecido como "Il Cavalliere Calabrese", não só porque nascera na Calábria mas também porque foi feito cavaleiro da Ordem de Malta pelo Papa Urbano VIII.
Uma das suas obras notáveis é a decoração do interior da Co-Catedral de S. João em La Valetta.

## Biografia

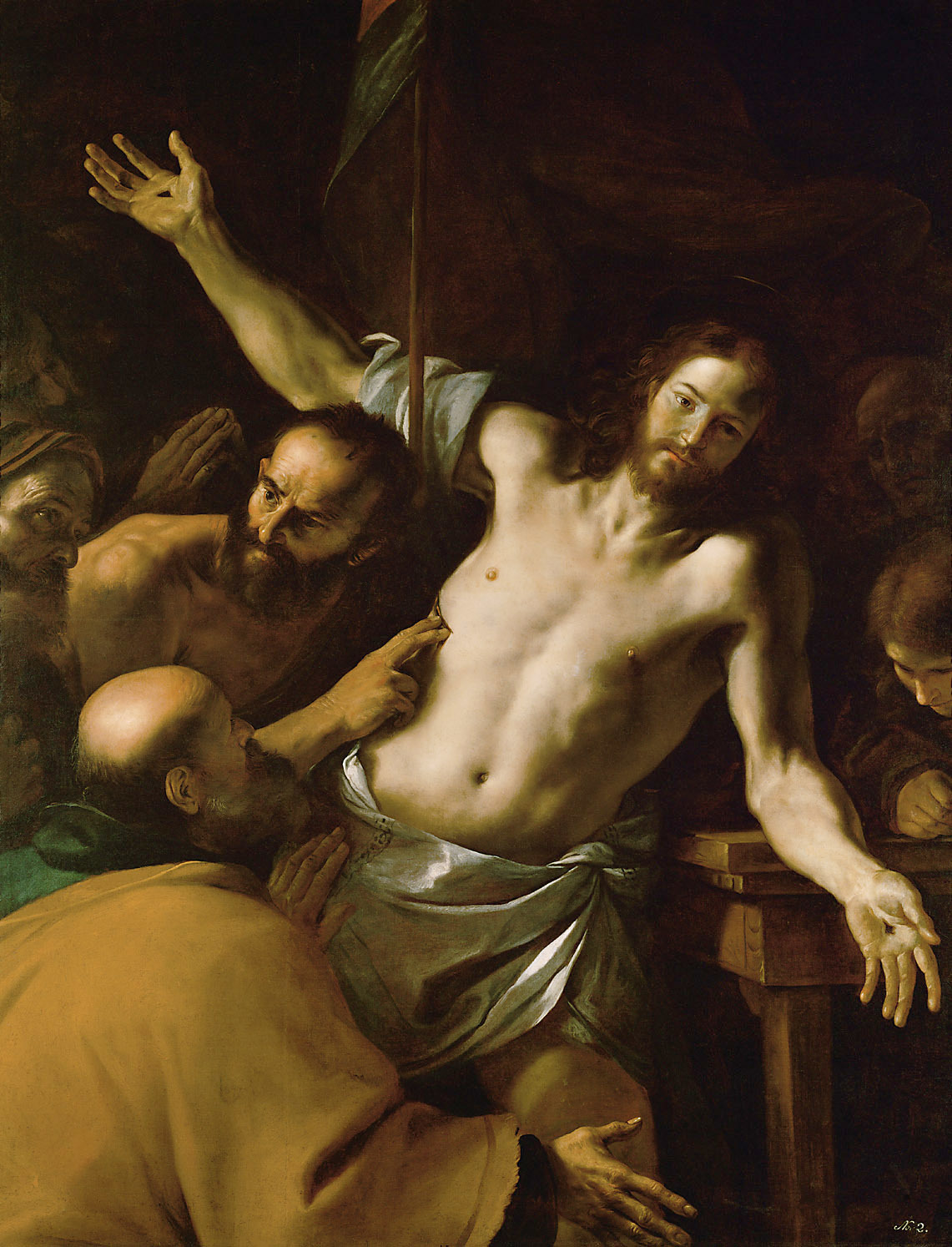
Incredulità di Tommaso, ca. 1656-1660 (Viena, Kunsthistorisches Museum).

### Os inícios na Calábria
Mattia Preti nasce em Taverna, um pequeno centro montanhoso da Calábria, à margem das cenas culturais mais vivas do seu tempo. Não é certo que possa ter recebido estímulos culturais que possam ter influenciado a sua carreira artística posterior: o clima que aí se respirava não deveria desviar-se muito da reelaboração - do ponto de vista local - dos exemplos do maneirismo meridional tardio, testemunhados pela pintura de Giovanni Balducci, Giovanni Bernardino Azzolino e Fabrizio Santafede.
Os estímulos mais relevantes foram provavelmente de outra natureza. Terceiro filho de uma numerosa estirpe pertencente a uma família de classe média "honrada", não rica em posses ou bens materiais mas rica em "qualidade moral e intelectual", como observou Alfonso Frangipane em 1929, o mais tenaz e assíduo investigador dos documentos de Preti, recordando a separação de classes desenvolvida em 1605.
A sua mãe, Innocenza Schipani, pertencia a uma das catorze famílias nobres de Taverna, há muito estabelecidos na aldeia de San Martino, a qual possuía uma igreja paroquial, e em cuja capela foi baptizado o pequeno Mattia a 26 de fevereiro de 1613, dois dias depois do nascimento. O seu preceptor foi don Marcello Anania, pároco da Igreja de Santa Bárbara de Taverna, que o instruiu «na gramática e nas boas letras, no curso das quais estudou, movido por um génio natural; costumava copiar algumas impressões dos elementos do desenho deixados em casa pelo seu irmão Gregorio, quando partiu para Roma».

### O período romano
Em 1630 muda-se para Roma, onde morou nos primeiros anos com o seu irmão Gregório, também ele pintor. Ele conhecia as técnicas de Caravaggio e da sua escola, através das quais foi fortemente influenciado. A este período pertencem os frescos das igrejas de San Giovanni Calibita, San Carlo ai Catinari e de Sant'Andrea della Valle em Roma.
Permaneceu Roma por quase vinte e cinco anos, mas viajou muitas vezes por Itália e pelo exterior (Espanha e Flandres sobretudo), tendo tido contactos com os Carracci, com Guercino e com Giovanni Lanfranco, que influenciaram ulteriormente a sua pintura.

### Em Nápoles

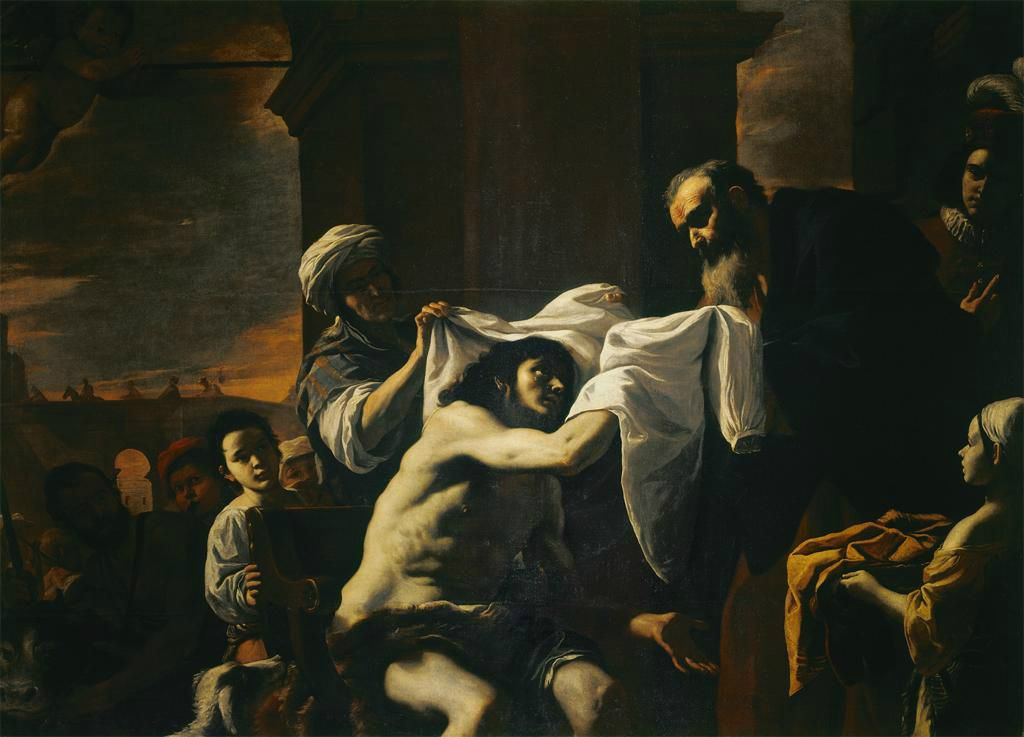
Ritorno del figliol prodigo (1658) - Palazzo Reale di Napoli

Em 1653 muda-se para Nápoles, e entre 1657 e 1659 pintou os frescos das portas da cidade durante a peste; também a abóbada da Igreja de San Pietro a Majella onde pintou a vida de S. Pedro Celestino, Santa Catarina de Alexandria e o Ritorno del figliol prodigo.

### Em Malta
Em 1661 o artista translada-se a Malta, chamado pelo Grão-mestre da Ordem de Malta Raphael Cotoner. Na ilha realizou uma boa parte da decoração da Co-Catedral de S. João em La Valetta em prol dos Cavaleiros Hospitalários, e outras obras para várias igrejas maltesas. Segundo o historiador da arte Antonio Sergi, Mattia Preti deve ter realizado em Malta um total de cerca de 400 obras entre telas e frescos.
Em 1672 realiza algumas obras na igreja de Taverna, a sua cidade natal.
Morre em 1699 em La Valetta.

### Malta
- Vita di San Giovanni Battista, Conversione di San Paolo, Sposalizio mistico di Santa Caterina, San Giorgio a cavallo e Ritratto del Gran Maestro Nicolas Cottoner, Co-Catedral de S. João em La Valetta.

## Curiosidades
- Foi dedicado um espectáculo ao pintor da Calábria, representado em 2007 no Lazio e na Calábria: Il Cavalier Calabrese - La vita di Mattia Preti raccontata da lui medesimo, de Roberto D'Alessandro.
- Em Abril de 2009 uma pintura sua, precisamente a Quattro padri della Chiesa foi roubada da Chiesa della Natività di Nostro Signore Gesù Cristo em Roma.[3]